# Jerome Rosen (Komponist)
Jerome Rosen (* 23. Juli 1921 in Boston; † 20. Juni 2011 in Davis) war ein amerikanischer Komponist.

## Leben und Werk
Jerome Rosen studierte bei Roger Sessions und William Denny an der University of California Berkeley. Hier erwarb er 1949 seinen M.A. in Komposition. Später studierte er bei Darius Milhaud Komposition und bei Ulysse Delécluse Klarinette am Pariser Konservatorium. 1950 erwarb er sich hier sein Diplom für Klarinette.
Von 1951 biss 1952 wirkte er als Instructor in Music an der University of California in Berkley. Danach wurde er als Professor of Music an die University of California in Davis berufen.
Von seinen Kompositionen müssen die Sonate für Klavier und Violoncello (1954), das Streichquartett Nr. 1 (1955), das Konzert für Saxophon und Orchester (1958), das Klarinettenquintett (1959), die Petite suite für vier Klarinetten (1962), die Elegie für Schlagzeug (1967) sowie die vier Songs für Chor und Klavier (1968) genannt werden.